# 취약점 공격 도구
취약점 공격 도구 또는 익스플로잇 킷(exploit kit)은 클라이언트 머신에서, 소프트웨어 취약점을 식별하기 위한 목적으로 웹 서버에서(웹서버와 통신을 함으로써) 실행되게 설계된 소프트웨어 도구이다. 초창기의 도구로서 2006년에 개발된 MPack이 있다. 취약점 공격 도구는 종종 새로운 취약점들을 추가하거나 존재하는 것을 제거하기 위해서 모듈 식으로 설계되었다. 이것은 또한 사용자 인터페이스를 통해 성공율 외에도 다른 여러 통계와 관련된 정보들을 제공한다. 일반적인 도구는 주로 사용되는 프로그램들에서 사용되는 보안 구멍을 대상으로 한 PHP 스크립트들의 모음이다. 자바와 어도비 시스템즈 제품들도 자주 대상이 된다.
취약점 공격 도구는 희생자 머신에 대한 정보를 모으고, 취약점들을 찾으며 적절한 익스플로잇을 결정하고, 익스플로잇을 배달하는데, 이것은 일반적으로 조용히 드라이브 바이 다운로드와 악성코드를 실행한다. 도구들은 점점 더 정교해지고 있다. 이것들은 깔끔하게 패키지화되고 있으며 익스플로잇에 대한 이해를 요구하지 않는다. 또한 활성화된 희생자들과 통계들을 보여주는 웹 인터페이스를 갖는 것도 있다.
취약점 공격 도구들은 사이버 범죄용으로 팔리며, 종종 취약점들이 같이 포함된 경우도 있다.
SERT의 연구에 의하면 2012년 4분기에 70%의 취약점 공격 도구들이 러시아에서 릴리즈되었으며, 중국과 브라질이 그 뒤를 따른다. 보통 상대적으로 정교하지 않은 도구는 한 달에 미국 달러로 500 달러의 값을 갖는다. 정교한 도구들은 한 달에 10,000 달러라고 보고된다. 취약점 공격 도구들은 라이선스 받지 않은 사용과 안티 악성코드 분석을 피하기 위해 종종 일반적인 PHP와는 달리 암호화되어 있다.
아직 패치되지 않은 수많은 머신들이 존재하기 때문에, 도구들은 패치된 수년 전의 취약점들도 포함한다.
취약점 공격 도구들은 해킹된 합법적인 사이트에 관리자와 방문자들 몰래 은밀히 배치되는 경향이 있다.
종류로는 MPack, Phoenix, Blackhole, Crimepack, RIG 그리고 Angler exploit kits이 있다.

## 같이 보기
- 취약점 공격
- 스파이웨어
- 트로이 목마 (컴퓨팅)
- 봇넷
- 컴퓨터 바이러스
- 백도어